# 竜生九子
竜生九子（りゅうせいきゅうし）とは、中国の伝説上の、竜が生んだ九匹の子を指す。いずれも親である竜になることはできなかったとわれ、それぞれ姿形も性格も異なっている。「竜には九匹の子がいる」と言う伝承と、「古今の怪物または怪物をかたどった装飾様式」が混ざって生じた。

## 一覧

### 『升庵外集』の説
『升庵外集』（楊慎, 1488–1559）や『天禄識余』（高士奇, 1645-1704）は次の9種とする。
1. 贔屓（ひいき）
形は亀に似て、重きを背負うことを好む。石の柱の下の亀の形の台座である。
2. 螭吻（ちふん）
形は獣に似て、遠きを望むことを好む。屋根の上に置く獣頭である。
3. 蒲牢（ほろう）
形は龍に似るが小さく、吼えることを好む。釣鐘の上の鈕（吊るすために綱などを通す部分）である。
4. 狴犴（へいかん）
形は虎に似て、力が強いので牢の門に置かれる。
5. 饕餮（とうてつ）
飲食を好むので、鼎の蓋に置かれる。
6. 𧈢𧏡（はか）
水を好むので、橋の柱に置かれる。
7. 睚眦（がいし）
殺すことを好むので、刀環に置かれる。
8. 金猊（きんげい）
形は獅子に似ており、火と煙を好むので、香炉に置かれる。
9. 椒図（しょうず）
形は貝に似て、閉じることを好むので、門の鋪首（門環の台座）に置かれる。

またその他に、
- 金吾
魚のような頭と尾と二つの翼を持ち、眠らないので、警巡に用いられる。

も載る。

### 『懐麓堂集』の説
『懐麓堂集』（李東陽, 1447-1516）は次の9種とする。
1. 囚牛（しゅうぎゅう）
音楽を好み、今の胡琴の頭にその像を遺す。
2. 睚眦（がいさい）
殺すことを好み、今の刀の柄にその像を遺す。（『升庵外集』に同じ）
3. 嘲風（ちょうふう）
険しいところを好み、今の屋根の角の獣にその像を遺す。
4. 蒲牢（ほろう）
鳴くことを好み、今の釣鐘の上の鈕（吊るすために綱などを通す部分）にその像を遺す。（『升庵外集』に同じ）
5. 狻猊（さんげい）
座ることを好み、今の仏座の獅子にその像を遺す。（『升庵外集』と金猊と同一視される）
6. 覇下（はか）
重きを背負うことを好み、今の石の柱の台座の獣にその像を遺す。（『升庵外集』の贔屓と同一だが名称が異なる）
7. 狴犴（へいかん）
訴訟を愛し、今の牢の門の獅子頭にその像を遺す。（『升庵外集』の狴犴と同一だが性質が異なる）
8. 贔屭（ふき）
文章の読み書きを好み、今の石碑の左右を挟む竜にその像を遺す。
9. 蚩吻（しふん）
呑むことを好み、今の殿脊（屋根の大棟）の獣頭にその像を遺す。（『升庵外集』の狴犴と同一だが性質が異なる）

## 『菽園雑記』
陸容（1436—1494）による『菽園雑記』に「様々な古い器物の異名」として、屭贔、螭𧉚、徙牢、憲章、饕餮、蟋蜴、䘎𧊲、螭虎、金猊、椒図、虭蛥、鰲魚、獣𧉚、金吾が載り、またその内容は例えば屭贔であれば「形は亀に似て、重きを負うを好むので石の柱を載せるのに用いられる」、憲章は狴犴と名は異なるが「獣に似て、力が有り、囚えることを好むので牢の門に置かれる」など、よく似る。

## 画像

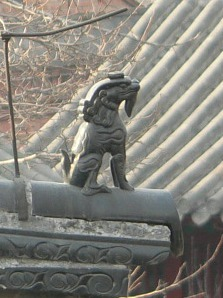
嘲風
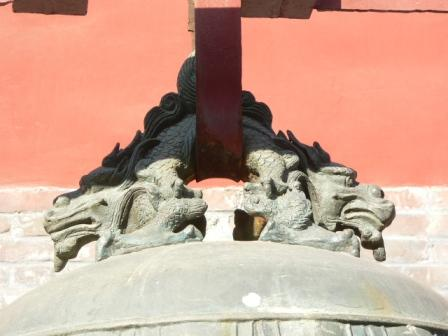
蒲牢
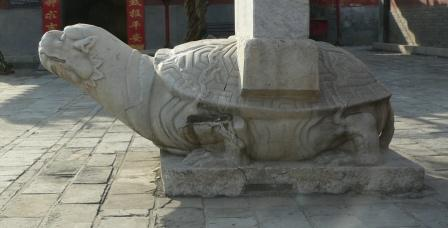
贔屓
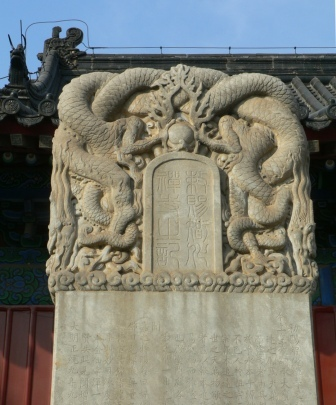
負屓
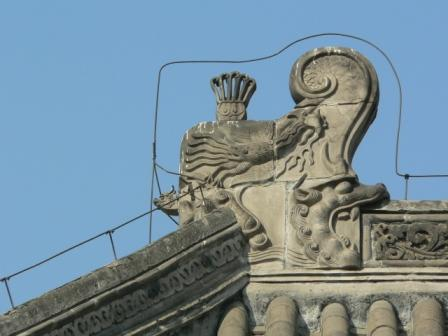
螭吻
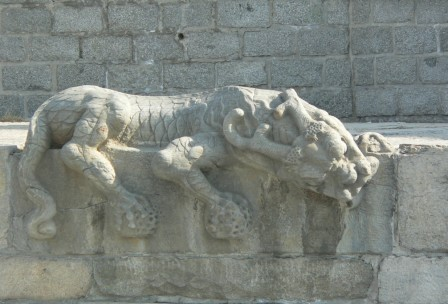
覇下
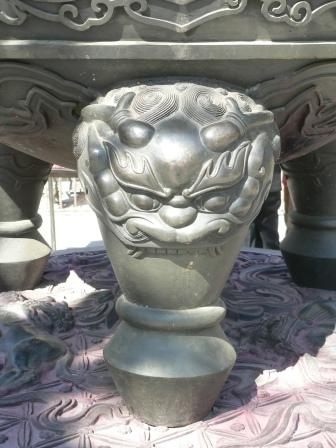
狻猊
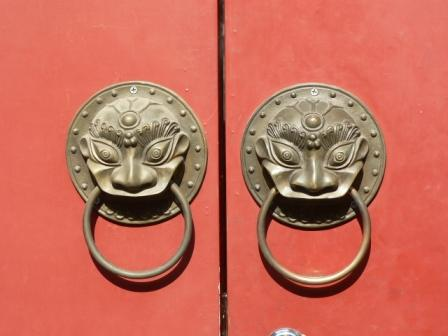
椒図
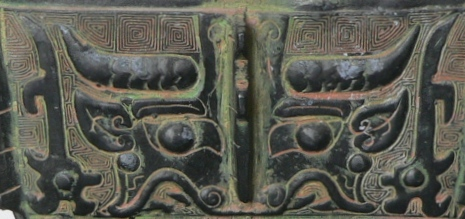
饕餮